# El triunfo de san Hermenegildo
El triunfo de san Hermenegildo es un cuadro del artista español Francisco de Herrera el Mozo, pintado al óleo sobre lienzo en 1654 y conservado en el Museo del Prado (Madrid). Por su calidad, novedad y trascendencia se le considera «una de las obras maestras absolutas de la pintura española del siglo», y jugó un papel crucial en la adopción en España de las fórmulas propias del Barroco pleno, ya que Herrera ejerció a través de ella y del Triunfo del Sacramento (pintada al año siguiente en Sevilla) una fuerte influencia en la evolución del estilo de muchos importantes artistas del momento, entre ellos Murillo, Valdés Leal, Francisco Rizi o Carreño.

## Historia
Francisco de Herrera el Mozo realizó un viaje a Italia en algún momento entre 1647 (fecha en la que se sabe con seguridad que aún se encontraba en Sevilla) y 1653 (cuando ya hay constancia de su presencia en Madrid). Este viaje a Italia era conocido por una mención del pintor y tratadista Antonio Palomino en la biografía que escribió de Herrera (publicada en 1724), pero durante mucho tiempo se careció de una prueba documental que lo confirmara, hasta el hallazgo en fechas recientes de una serie de grabados firmados por Herrera en Roma en 1649. Esos años de estudio en Italia tuvieron una influencia determinante en la creación de su estilo pictórico y, por influencia suya, en la evolución de la pintura barroca en España a partir de su regreso.
El primer encargo artístico conocido de Herrera tras su retorno fue la realización de las pinturas del retablo del convento de carmelitas descalzos de San Hermenegildo de Madrid (actual iglesia de San José). El retablo constaba de 14 lienzos pero tan sólo ha sobrevivido El triunfo de san Hermenegildo, que constituía su tabla central. De acuerdo con la documentación que se ha conservado, el encargo fue realizado en poco más de 3 meses, entre julio y octubre de 1654. Las demás obras que formaban el retablo eran La Santísima Trinidad y Nuestra Señora Coronada (en el ático del retablo) y diversas figuras de santos representados de cuerpo entero (San Juan Bautista en el desierto, San José con el Niño Jesús, Santa Teresa, Santa Ana y la Virgen) o medias figuras (Santiago Apóstol y San Juan Evangelista, y en el banco del retablo los profetas Elías y Eliseo y los arcángeles Miguel, Gabriel y Rafael, además del Ángel de la Guarda).
En algún momento de las primeras décadas del siglo XVIII el retablo se deshizo, con motivo de las obras que transformaron por completo la iglesia en la que se encontraba. El lienzo fue trasladado y durante un tiempo consta que estuvo instalado en el rellano de la escalera principal del convento. Más tarde, en 1786, se encontraba ya en venta, aunque no encontró comprador. Finalmente el rey Fernando VII lo adquirió en 1831 para el Museo del Prado, donde se encuentra desde entonces.

## Análisis de la obra
El asunto del cuadro es la ascensión al cielo, como mártir, del príncipe visigodo Hermenegildo, ejecutado tras haberse negado a renunciar a su fe católica para volver a la arriana, a la que pertenecía su padre el rey Leovigildo. Hermenegildo se había sublevado contra su padre por diversos motivos, incluida su conversión al catolicismo, pero al parecer el conflicto fue básicamente político y no religioso. No obstante, con el transcurso de los siglos, lo que perduró en el recuerdo fue el trasfondo religioso, y Hermenegildo acabó siendo canonizado en 1585, mil años después de su muerte, acaecida en 585.

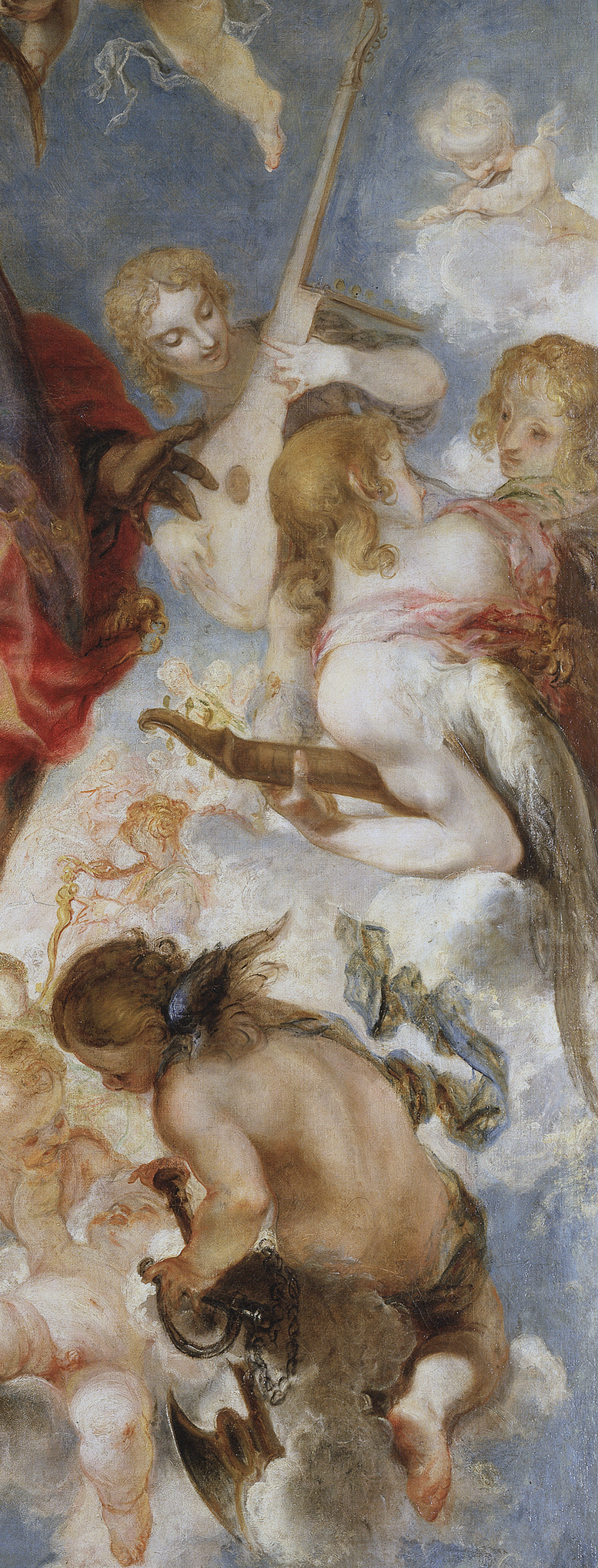
Detalle del coro angélico

Según la leyenda sobre su muerte, el rey Leovigildo habría ofrecido a su hijo salvar su vida si retornaba a la fe arriana, comulgando de mano de un obispo arriano. Al negarse a hacerlo, Hermenegildo habría sido decapitado en su celda. El cuadro de Herrera muestra el momento posterior a esa decapitación, cuando el santo asciende en gloria a los cielos mientras caen por tierra, asombrados y derrotados, el rey Leovigildo y el obispo que había intentado hacerle comulgar según el rito arriano. El hecho mismo de escoger como tema la ascensión triunfal del santo y no su martirio encuadra ya la obra dentro de la estética del Barroco pleno.
El artista plasmó esta escena en un cuadro de cuya valía fue perfectamente consciente. Antonio Palomino cita una anécdota en su biografía sobre Herrera según la cual, después de pintar el San Hermenegildo y justo antes de que se expusiera a la vista de la gente, Herrera «se dejó decir que aquel cuadro se había de poner con clarines y timbales», como la fanfarria que se hacía sonar en actos importantes y solemnes tales como una entrada regia. Aunque Palomino menciona la anécdota como una forma de ponderar la vanidad de Herrera el Mozo, en realidad nos transmite la conciencia del pintor sobre la relevancia de su obra, porque efectivamente el cuadro era una gran novedad en el Madrid de la época: se habían alcanzado unos niveles nuevos de espectacularidad, fuerza expresiva, energía, audacia y colorismo, que sorprendieron e impactaron a otros muchos artistas. Por esta razón se ha venido considerando El triunfo de San Hermenegildo como una obra de arte fundamental de la España de su tiempo y una de las primeras obras del Barroco pleno en España, junto a La Virgen con el Niño, san Felipe y san Francisco (1650) de Francisco Rizi.
La figura del santo articula la composición del cuadro. Ocupa el centro del lienzo y asciende a los cielos con un movimiento helicoidal, girando sobre sí mismo como si fuera una columna salomónica, sosteniendo una cruz que abre camino y acompañado de todo un séquito celestial de ángeles. Estos ángeles, de gran ligereza y protagonismo en el lienzo, acompañan la ascensión mientras tañen instrumentos musicales o bien portan los símbolos del martirio (la palma y la corona de rosas), los instrumentos relativos a la prisión y muerte del santo (los grilletes y el hacha de ejecución) o símbolos de la realeza a la que éste pertenece (el cetro y la corona).
Sobre el santo y su coro angélico cae un resplandor que desciende sobre ellos desde el cielo y que marca el punto al que se dirigen. La intensidad de esa claridad llega a ocasionar que se pierdan visualmente en ella algunos de los ángeles del séquito, como si se disolvieran. Por el contrario, el rey Leovigildo (que ha condenado a muerte a su propio hijo) y el obispo arriano (que ha intentado en vano que traicione a su fe) han sido representados en estado de conmoción y asombro a los pies del mártir, de una manera que sugiere connotaciones de caída al abismo por su postura, su posición en el borde inferior del lienzo y por su oscuridad al ser representados en contraluz contra la luminosa escena de la ascensión de san Hermenegildo. Si al mártir se le representa asociado a la luz, sus verdugos son representados asociados a las sombras, contraposición reforzada por la ascensión de uno y la caída de los otros.
Este forma tan audaz de representar el contraluz en primer término es uno de los rasgos más significativos del cuadro, junto con el colorido luminoso y refinado del resto del lienzo. En ese colorido destacan los diversos tonos azules y el carmín de la clámide del santo, que con su revoloteo agitado alrededor de su cuerpo acentúa la sensación de movimiento y dinamismo. Esas tonalidades se ven matizadas por los tonos dorados y plateados del rompimiento de gloria y de las nubes que se distribuyen por buena parte del cuadro. Herrera obtiene magníficos efectos gracias a la extraordinaria soltura de sus pinceladas, muy deshechas y de gran transparencia, que le permiten aplicar con gran maestría las veladuras con las que consigue el efecto de casi disolver los ángeles en la luz y de representar brillos y reflejos. Esta forma de pintar ejerció posteriormente una gran influencia en otros artistas.
A su vez, su propia composición, aunque muy personal, refleja la influencia de la pintura veneciana y de la flamenca, bien conocidas en la España de entonces, junto con la de pintores italianos como Pietro da Cortona, con el que seguramente se relacionó durante su viaje a Italia, y posiblemente de Sebastiano Mazzoni y de Francesco Maffei.

## Repercusión de la obra
El triunfo de San Hermenegildo, junto con el Triunfo del Sacramento que el propio Herrera pintó para la catedral de Sevilla el año siguiente, supusieron una gran novedad en el mundo artístico de la España de la época. Las dos obras tuvieron una amplia repercusión, que marcó la introducción del Barroco pleno en España, y tuvo una influencia palpable en la evolución del estilo de pintar de muchos de los más grandes artistas de entonces, aunque también hubieran notables excepciones, como la de Velázquez. Por influencia de Herrera se introdujeron o se acentuaron en las obras de otros pintores diversos elementos, tales como un dinamismo mucho más marcado, con composiciones más agitadas, grandilocuentes y apoteósicas; una potente luz central en la que llegan a diluirse o desvanecerse, como si se tratara de una niebla luminosa, los contornos de algunos de los ángeles que revolotean a su alrededor, simulando un efecto de deslumbramiento; figuras situadas a contraluz de esa potente claridad, generalmente en la parte inferior de los lienzos, etc.
Una Anunciación pintada por Francisco Rizi para la catedral de Palencia en 1655, el año siguiente al de la creación del San Hermenegildo, muestra ya el impacto de la obra de Herrera en el ángel que en ese cuadro desciende hacia María con un fuerte movimiento helicoidal, como en un torbellino, de manera análoga a la subida de san Hermenegildo en su triunfo. Desde entonces se percibe con claridad en la obra de Rizi la absorción del dinamismo de Herrera, el uso de colores más intensos y una técnica más suelta.
Por esas mismas fechas Murillo atravesó por un período de cambio similar, en el cual la influencia de Herrera resultó fundamental para la evolución de su arte. En 1656 pinta La visión de San Antonio de Padua para la catedral de Sevilla, obra que muestra la incorporación del pintor al pleno Barroco, con fuertes efectos de contraluz en la gloria representada en la parte superior del lienzo. Algunas de sus más famosas obras posteriores, como La Inmaculada de los Venerables o los medios puntos de Santa María la Blanca, reflejan igualmente el influjo de Herrera. Similar es el caso de Valdés Leal, también en Sevilla, o el de Carreño en Madrid, cuyo fresco (aunque diseñado por Rizi) de la Apoteosis de san Antonio (1660) en la cúpula de la iglesia de San Antonio de los Alemanes, trasluce claramente la huella de Herrera. O el de artistas algo posteriores, como Mateo Cerezo (que posiblemente trabajó con Herrera en la ejecución de los frescos de la cúpula de Nuestra Señora de Atocha, en 1664) o como Claudio Coello en cuadros como El triunfo de san Agustín (1664), en el cual la influencia de Herrera es innegable. Como ya se ha mencionado, no todos los artistas de entonces fueron susceptibles por igual a este poderoso influjo y se produjeron también muy significativas excepciones, como la de Velázquez, cuyas Meninas, por ejemplo, se pintaron apenas dos años después de El triunfo de san Hermenegildo, sin rastro alguno de la influencia de Herrera.

## Ángeles músicos

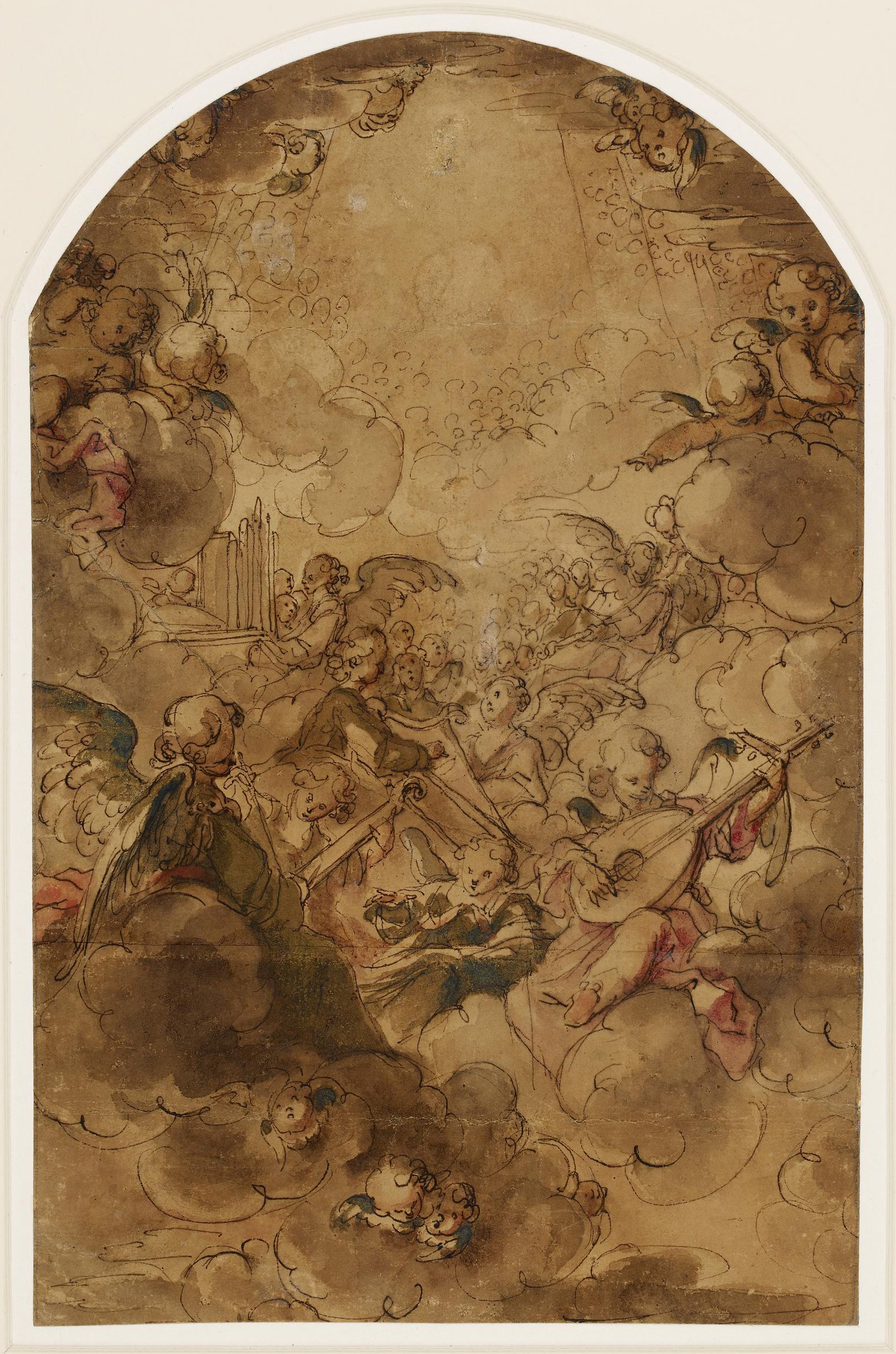
Ángeles músicos, de Francisco de Herrera el Mozo, hacia 1650-1660, pluma y aguada, tinta parda, con toques de aguadas de tintas roja y azulada, 296 x 189 mm, Londres, British Museum

Aunque no han llegado hasta nuestros días trabajos preparatorios conocidos de Herrera para El triunfo de san Hermenegildo, en el Museo Británico de Londres se conserva un bello dibujo suyo, de gran calidad, que se relaciona con la obra. Se trata de Ángeles músicos (o Gloria de ángeles músicos). Su principal punto de contacto con el cuadro es la similitud de los ángeles representados en el dibujo con los que aparecen en el lienzo, y muy especialmente la de dos de ellos, que se repiten en ambas obras: el ángel que toca el laúd en el lado derecho y el que toca el órgano en el lado izquierdo. Las dos obras comparten también un espíritu similar en el dinamismo y energía que desprenden, en el movimiento en espiral de ambas composiciones y en la búsqueda de la espectacularidad escenográfica y de una atmósfera etérea. 
El dibujo está realizado con trazos rápidos y seguros, menudos, sin errores, y resulta un buen ejemplo de su modo de dibujar, además de un ser un buen exponente de su gran talento creativo y de su capacidad para concebir composiciones de una gran teatralidad. Este talento acabó llevándole a ser el responsable de las escenografías de las obras teatrales que se representaban ante el rey Carlos II y su corte. Por la documentación de la época sabemos de la brillantez de su trabajo, que debió de ser de gran importancia, pero, dada su naturaleza efímera, se ha perdido en su práctica totalidad, salvo algunos dibujos suyos a la acuarela que muestran escenografías de la zarzuela Los celos hacen estrellas (1672).
No hay consenso entre los historiadores del arte acerca de la datación del dibujo. Si bien en ocasiones se ha sugerido una cronología próxima a la de El triunfo de san Hermenegildo (el propio British Museum lo data hacia 1650-1656), el dibujo podría ser varios años posterior y fechable a partir de 1660, año en que el artista se estableció definitivamente en Madrid. Su realización podría estar relacionada con la preparación para una obra que hoy desconocemos.